# Castel di Iudica
Castel di Iudica (riportato anche come Castel di Judica; Jardineḍḍi in siciliano) è un comune italiano di 4 239 abitanti della città metropolitana di Catania in Sicilia.
Distante circa 50 km dal capoluogo, il comune comprende un nucleo centrale sulle pendici del monte Iudica e le frazioni di Carrubo, Cinquegrana, Franchetto e Giumarra. Iudica fa parte del comprensorio del Calatino, che riunisce altri 14 comuni e coincide con il territorio della diocesi di Caltagirone.

## Storia
Sul monte Iudica esistono tracce di un abitato arcaico (VIII-III secolo a.C.), mentre sul monte Turcisi si trovano i resti di un phrourion.
Sotto il dominio arabo, aveva nome "Zotica" e vi sorgeva un castello, che fu conquistato da Ruggero intorno al 1076, secondo il racconto del cronista normanno Goffredo Malaterrae, e fu donato alla città di Caltagirone. Secondo la testimonianza del geografo arabo al-Idrisi era un fiorente borgo agricolo agli inizi del XII secolo
Sulla cima del monte era stata costruita nel XVII secolo la piccola chiesa dedicata a san Michele arcangelo, di cui resta attualmente solo il campanile ("Campanaro").
Tra il 1816 e il 1819 divenne frazione del comune di Ramacca con il nome di Giardinelli. Nel 1934 divenne comune autonomo e prese il nome attuale in ricordo del castello che era sorto sul monte Judica.
Dal 2022 la città fa parte del progetto del Primo parco mondiale dello stile di vita mediterraneo insieme ad altre 103 città del centro Sicilia.

## Società

### Evoluzione demografica
Abitanti censiti

### Tradizioni e folclore
Una zona della cima del monte Judica è conosciuta con il nome di "u Sautu 'â Vecchia" ("il Salto della Vecchia"), derivato da un leggendario episodio. All'epoca della conquista normanna, si racconta infatti che una giovane, Emidia, si fosse travestita da vecchia per ingannare i Saraceni, ma venne da questi gettata in un dirupo. Tuttavia il gesto permise ai Normanni di conquistare il castello.
A partire dal 2005 l'episodio è stato rievocato in una manifestazione promossa dal comune e rappresentata al teatro con il nome di "angeli sul cielo di iudica" scritta e diretta da Fabio Cocimano.

## Amministrazione
Di seguito è presentata una tabella relativa alle amministrazioni che si sono succedute in questo comune.
| Periodo          | Periodo          | Primo cittadino          | Partito                     | Carica      | Note  |
| ---------------- | ---------------- | ------------------------ | --------------------------- | ----------- | ----- |
| 12 giugno 1989   | 3 novembre 1989  | Santo Granata            | Democrazia Cristiana        | Sindaco     | [ 7 ] |
| 3 novembre 1989  | 12 aprile 1990   | Paolo Furneri            | Democrazia Cristiana        | Sindaco     | [ 7 ] |
| 12 aprile 1990   | 14 febbraio 1991 | Placido Calderaro        | lista civica                | Sindaco     | [ 7 ] |
| 14 febbraio 1991 | 15 maggio 1991   | Nicolò Scialabba         |                             | Comm. pref. | [ 7 ] |
| 21 agosto 1991   | 30 gennaio 1992  | Rosario Di Dio           | Partito Socialista Italiano | Sindaco     | [ 7 ] |
| 5 marzo 1992     | 16 gennaio 1993  | Salvatore Carmelo Calì   | Partito Socialista Italiano | Sindaco     | [ 7 ] |
| 16 gennaio 1993  | 6 luglio 1993    | Angelo Pesce             | Democrazia Cristiana        | Sindaco     | [ 7 ] |
| 2 settembre 1993 | 29 ottobre 1993  | Salvatore Cinqueonci     | Democrazia Cristiana        | Sindaco     | [ 7 ] |
| 15 febbraio 1994 | 16 giugno 1994   | Antonino Scalzo          |                             | Comm. pref. | [ 7 ] |
| 16 giugno 1994   | 27 giugno 1995   | Sebastiano Maria Nicotra | lista civica                | Sindaco     | [ 7 ] |
| 4 dicembre 1995  | 30 novembre 1998 | Giuseppe Grasso          | polo buon governo           | Sindaco     | [ 7 ] |
| 30 novembre 1998 | 27 maggio 2003   | Giuseppe Grasso          | Alleanza Nazionale          | Sindaco     | [ 7 ] |
| 27 maggio 2003   | 17 giugno 2008   | Giuseppe Grasso          | Alleanza Nazionale          | Sindaco     | [ 7 ] |
| 17 giugno 2008   | 12 giugno 2013   | Nicola Pirotti           | lista civica                | Sindaco     | [ 7 ] |
| 12 giugno 2013   | 10 giugno 2018   | Giuseppe Grasso          |                             | Sindaco     | [ 7 ] |
| 10 giugno 2018   | in carica        | Ruggero Agatino Strano   | Libera Iudica               | Sindaco     | [ 7 ] |

Ruggero Agatino Strano 30 maggio 2023